# Morde nach dem Tod Konstantins des Großen
Die Morde nach dem Tod Konstantins des Großen waren eine Reihe von politischen Morden im Römischen Reich, die nach dem Tod des römischen Kaisers Konstantin I. am 22. Mai 337 von hohen Militärs durchgeführt wurden. Der „Säuberung“ fielen die meisten männlichen Verwandten Konstantins zum Opfer – mit Ausnahme seiner Söhne, deren Machtansprüche die Morde sichern sollten.

## Vorgeschichte
Konstantin hatte noch in den zwanziger Jahren des 4. Jahrhunderts eine Politik verfolgt, die seine Söhne Crispus, Konstantin II., Constantius II. und Constans für seine Nachfolge vorsah. Bereits 317 ernannte er Crispus und Konstantin II. zu nominellen Caesares, 324 folgte Constantius II. und 333 Constans. Crispus wurde jedoch bereits 326 aus unbekannten Gründen auf Veranlassung seines Vaters hingerichtet. Seit den dreißiger Jahren änderte Konstantin weiter seine Pläne, in die er nun auch Abkömmlinge seiner Stiefmutter Theodora miteinbezog, die er bisher weitgehend aus der Politik herausgehalten hatte. Zeichen dieser Veränderung war etwa die Verheiratung seines Sohnes Constantius mit einer Tochter des Julius Constantius (Sohnes der Theodora und damit Halbbruder Konstantins), den er auch mit dem Titel eines Patricius ehrte; für Flavius Dalmatius, einen weiteren Halbbruder, schuf Konstantin 333 den Titel eines Zensors neu. Beide ehrte er zusätzlich mit dem Konsulat: 333 Flavius Dalmatius, 335 Julius Constantius.
335 ernannte Konstantin schließlich seinen Neffen Dalmatius, den Sohn des Flavius Dalmatius, zum Caesar. Dies jedoch nahmen die Truppen, die traditionell eher dem Modell der direkt erblichen Nachfolge anhingen, offenbar nicht gut auf. Dieser latente Groll wurde vermutlich noch verstärkt durch die Ernennung von Dalmatius’ Bruder Hannibalianus zum rex regum et Ponticarum gentium und nobilissimus. Der Titel eines rex regum („König der Könige“) sollte Hannibalianus, dem Konstantin gleichzeitig seine Tochter Constantina zur Frau gab, vermutlich die Herrschaft über das noch zu erobernde Armenien sichern: 336/37 plante Konstantin aus diesem Grund einen Feldzug gegen das persische Sassanidenreich (vgl. Römisch-Persische Kriege). Mitten in den Vorbereitungen verstarb er jedoch plötzlich, ohne seine unsichere Nachfolge abschließend geregelt zu haben. Einige Forscher (z. B. Hartwin Brandt) nehmen an, Konstantin habe vorgesehen, dass seine drei Söhne gemeinsam mit ihrem Vetter Dalmatius als Kaiserkollegium (nach dem Vorbild der diokletianischen Tetrarchie) herrschen sollten.

## Verlauf
Der Verlauf der Monate nach dem Tod Konstantins am 22. Mai 337 ist nicht mehr abschließend zu klären. Sicher ist, dass Constantius (II.), der Konstantins Sterbeort am nächsten war, sofort nach Konstantinopel eilte und dort die Beisetzung seines Vaters veranlasste. Die Nachfolgefrage blieb danach monatelang ungeklärt, und formal gab es nur einen Augustus: den toten Konstantin. So wurde ein auf den 2. August datierendes Gesetz noch im Namen Konstantins erlassen. Erst am 9. September proklamierte der römische Senat die drei Konstantinsöhne Konstantin II., Constantius II. und Constans zu Augusti, nachdem diese bereits zuvor von den Truppen zu Kaisern ausgerufen worden waren. Unklar ist allerdings, ob die Morde vor und während dieser Proklamation stattfanden oder danach. Vermutlich wurden zuerst Konstantins Halbbrüder, Julius Constantius und Flavius Dalmatius, ermordet (Flavius Hannibalianus, der im Übrigen auch nie politisch bedeutend wurde, war wahrscheinlich schon vor Konstantin gestorben). Kurz darauf folgten weitere Morde an Dalmatius und Hannibalianus sowie weiteren vier Neffen Konstantins. Auch mehrere Zivilbeamte, etwa der einflussreiche Prätorianerpräfekt Ablabius und der Patricius Optatus, fielen der Säuberung zum Opfer. Wie viele Menschen in den Wirren tatsächlich umkamen, ist nicht sicher. Aus dem engeren Familienkreis entkamen nur Julian und Gallus, die Söhne des Julius Constantius – entweder, weil sie zu jung für die Nachfolge waren, oder, weil sie geschützt wurden.

## Die Schuldfrage
Damit waren fast alle möglichen innerfamiliären Konkurrenten der Konstantinssöhne Konstantin II., Constans und Constantius II. beseitigt. Unklar ist, ob die Morde tatsächlich auch von ihnen angeordnet wurden, oder ob die Militärs in einer Art vorauseilendem Gehorsam agierten. Constantius II. wurde später von einigen seiner Gegner vorgeworfen, seine Verwandten auf dem Gewissen zu haben. Athanasius der Große etwa, der im arianischen Streit des 4. Jahrhunderts ein erbitterter Gegner des Kaisers war, machte Constantius für die Morde verantwortlich. Gleiches berichteten Julian, der seit Ende 360 kurz vor einem Bürgerkrieg mit Constantius stand, und dessen Verehrer Libanios und Ammianus Marcellinus. Dagegen sah etwa der Bischof Eusebius von Caesarea die Militärs auf eine „höhere Eingebung“ hin handeln. Auch Gregor von Nazianz, der nach Constantius’ Tod 361 als Christ gegen den heidnischen Kaiser Julian anredete, bestritt eine Verantwortung des Kaisers.